# Lepidozona vietnamensis
Lepidozona vietnamensis är en blötdjursart som beskrevs av Dieter Strack 1991. Lepidozona vietnamensis ingår i släktet Lepidozona och familjen Ischnochitonidae.
Artens utbredningsområde är Vietnam. Inga underarter finns listade i Catalogue of Life.